# Nanobagrus immaculatus
Nanobagrus immaculatus és una espècie de peix de la família dels bàgrids i de l'ordre dels siluriformes.

## Morfologia
- Els mascles poden assolir 2,9 cm de longitud total.
- Nombre de vèrtebres: 34-35.[1]

## Hàbitat
És un peix d'aigua dolça i de clima tropical.

## Distribució geogràfica
Es troba a Àsia: conca del riu Kahayan (sud de Borneo, Indonèsia).